# Disgaea: Hour of Darkness
Disgaea: Hour of Darkness (魔界戦記 ディスガイア Makai Senki Disugaia?, lit. Historia de Batallas en el Mundo Malvado: Disgaea) es un videojuego RPG táctico desarrollado y publicado por Nippon Ichi Software en Japón, Atlus USA, Inc. en Norteamérica, y Koei en Europa para la consola de videojuegos Sony PlayStation 2. Fue lanzado originalmente en Japón el 30 de enero del 2003, y posteriormente lanzado el 27 de agosto del 2003 en Norteamérica, y en Europa el 28 de mayo del 2004.
Nippon Ichi también ha licenciado y producido una gran variedad de mercancía de Disgaea, incluyendo un manga. En el 2006, Nippon Ichi lanzó una secuela llamada Disgaea 2: Cursed Memories para la PlayStation 2, así como una serie anime de 12 episodios llamada: Makai Senki Disgaea. Posteriormente el 30 de noviembre del 2006 en Japón, y el 30 de octubre del 2007 en Norteamérica fue lanzada una traslación para la consola portátil de Sony con el nombre de Disgaea: Afternoon of Darkness teniendo al año siguiente una traslación para el Nintendo DS y a inicios de 2016 la versión de PC. Una segunda secuela, Disgaea 3: Absence of Justice, fue lanzada para la PlayStation 3 el 26 de agosto de 2008 y la última entrega de la serie, Disgaea 4: A Promise Unforgotten, fue lanzada en el año 2011, entre otras secuelas.

## Modo de juego
Disgaea es un juego de rol táctico. El modo de juego en batalla toma lugar en un mapa dividido en un campo cuadriculado. El jugador controla a un escuadrón de unidades humanoides o monstruos las cuales ocupan cada uno un solo cuadro y combaten contra un determinado número de enemigos. El número máximo de unidades por jugador en batalla es 10. Dependiendo del personaje y el ataque elegido, el jugador será capaz de asestar daño a unidad de enemigos especifica o a una región designada en el mapa. El combate acaba cuando todas las unidades enemigas o las del jugador son eliminadas.
Los personajes humanoides son capaces de cargar y lanzar a otras unidades a lo largo del mapa con el propósito de permitir a los aliados moverse más lejos o forzar a los enemigos a mantener su distancia. Esto incluso permite al jugador capturar enemigos lanzándolos a la base panel; estos enemigos se convertirán en aliados y posteriormente pueden ser usados en subsecuentes mapas. La oportunidad de capturar a un enemigo de esta manera depende de varios factores. El fallar al capturar al enemigo resultara en la muerte de todos los personajes dentro de la base panel, y el enemigo sobrevivirá.
Además, existen geopaneles, en donde un cuadro del mapa está marcado con color. Aparte de los geopaneles, existen geosimbolos marcados a color y geosimbolos en blanco (que eliminan geopaneles si son destruidos). Los geosimbolos pueden ser tirados o destruidos, pero pueden cambiar o eliminar geopaneles si se destruyen dentro de un geopanel. Es posible crear cadenas si, al cambiar de color del geopanel, destruye otro geosimbolo.
El jugador tiene la opción de seguir en el modo historia donde deberá superar los retos de la computadora para poder avanzar en la trama o mejorar sus tropas y armas utilizando el Item World, donde puede explorar los niveles desarrollados aleatoreamente dentro de cualquier item del juego, pudiendo jugar 30, 50 o hasta 100 niveles con enemigos cada vez más difíciles pero recompensas más altas. Además se pueden desbloquear, a través de propuestas a un Congreso (que puede aprobar por votación dicha propuesta o resolver la oposición a golpes), el desbloquear más items o niveles, donde podrás enfrentar enemigos de niveles cada vez más altos con la recompensa de que algunos pueden ser reclutados con tus tropas para usarlos en batallas posteriores.
Dentro del senado oscuro, es posible reclutar o expulsar personajes o alterar acciones dentro del castillo. Algunas acciones o reclutar personajes poderosos requieren aprobación, pero si se rechaza, es posible "persuadir a tortazos", lo que genera un conflicto interno dentro del senado. Si se elige examen de grado, se genera un conflicto interno y el personaje que apeló la asamblea no puede invocar personajes al empezar el combate. Cada acción cuesta mana, por lo que el nivel y el número de enemigos eliminados aumentará el mana del personaje.

## Personajes
- Laharl (ラハール Rahāru?) es el hijo del Rey Krichevskoy, que planea convertirse en señor del inframundo tras la muerte de su padre. Él es increíblemente arrogante, y siempre trata de probar que es el demonio más fuerte en el inframundo. Aunque en ciertos momentos y según avanza la historia se ve cómo su actitud arrogante cambia. Él se debilita físicamente cuando escucha palabras optimistas, especialmente "amor", y cuando ve mujeres con cuerpos sensuales. Además siente un vínculo con Etna, al ser ellos una brigada, con el objetivo que el príncipe Laharl se convierta en un rey (de los demonios). Y por supuesto con la torpe ayuda de sus Prinny que ellos también son parte de la brigada.
  - Kaori Mizuhashi

- Etna es la líder del escuadrón Prinny, y uno de los pocos vasallos que quedan el Castillo del inframundo después de la muerte del Rey Krichevskoy. Ella sirve a Laharl, aunque de una manera muy sarcástica e insubordinada. A pesar de esto le tiene un gran respeto a Laharl, debido a la lealtad que le tenía a su padre. Ella es muy abusiva con el escuadrón Prinny, y regularmente utiliza la violencia excesiva y el miedo para mantenerlos en línea.
  - Tomoe Hanba

- Flonne (フロン Furon?) es una aprendiz de ángel enviada a una misión para asesinar al rey Krichevskoy. Después de saber que su objetivo ya está muerto, ella sigue a Laharl, determinada a saber si los demonios son incapaces de sentir amor. Ella es muy inocente e ingenua, aunque ella es profundamente devota al serafín Lamington y al concepto de esparcir el amor a sus semejantes. Ella está obsesionada con los héroes de las series tokusatsu y por casualidad puede querer al príncipe Laharl.
  - Yuko Sasamoto

- Captain Gordon es el 37.º "Defensor de la Tierra", enviado al inframundo con el propósito de detener una invasión potencial. Gordon tiene un gran sentido de la justicia, a pesar de ser muy tonto. El también desconoce las verdaderas intenciones de los demás, y nunca se da cuenta cuando es engañado hasta que es demasiado tarde. Aunque su sentido de justicia lo motiva incluso en los momentos más oscuros.
  - Nobuo Tobita

- Jennifer es la hermosa asistente de Gordon. Jennifer es una mujer sensual, y gusta de hacer bromas en un estilo muy coqueto. A pesar de su apariencia, su inteligencia y su conocimiento técnico sobrepaso al de muchos científicos, habiendo creado un robot completamente funcional a la edad de los cinco años y a la vez ganar su Ph. D. a la edad de diez. Ella es muy habilidosa en las artes marciales, especialmente el Kung Fu.
  - Chiwa Saitō

- Mid-boss es un presumido demonio bastante interesado en Laharl. Su verdadero nombre es Vyers, y se llama a sí mismo el Adonis Oscuro, aunque Laharl lo considera indigno del título y lo compara con un Jefecillo (o Jefecín en la versión hackeada de la DS) por el resto del juego, a pesar del desacuerdo de Vyers. Habla en un tono de voz muy culto mezclado con francés, Vyers es muy consciente y confiado en sus propias habilidades. El ve a Laharl como su rival, a pesar de que Laharl no piensa lo mismo con respecto a él. Se sospecha que puede ser la reencarnación del rey Krichevskoy.
  - Chihiro Suzuki

## Historial de versiones

### El juego original
La versión original del juego solo se lanzó en un CD-ROM. La versión norteamericana se usó un DVD, por lo cual puede alternar las voces. Las voces japonesas no están presentes en la versión europea debido a que se lanzó en un CD.

### Disgaea: Afternoon of Darkness
Una traducción para la PlayStation Portable llamada Disgaea Portable fue lanzada en Japón el 30 de noviembre de 2006. Posteriormente fue lanzada en Norteamérica el 30 de octubre del 2007 bajo el nombre de Disgaea: Afternoon of Darkness.
Afternoon of Darkness presenta varios extras sobre el original, tales como un formato 16:9 para tomar ventaja de la pantalla en formato ancho del PSP. También existe un modo que se enfoca en Etna como el personaje principal. En Etna Mode, Etna mata a Laharl por accidente mientras intenta despertarlo al inicio del juego, convirtiéndola en el personaje central. También hay varios jefes extras tales como Overlord Zetta de Makai Kingdom y Rozalin y Adell de Disgaea 2. Por primera vez existe un modo de juego multiplayer a través de las conexiones Ad-hoc. Este presenta múltiples modos de juego como "Defeat the Leader," "Capture the Flag," y el original "Battle." En el modo multiplayer, cada jugador tiene acceso a "Geocubes" los cuales dan diferentes efectos al campo de batalla. Otros nuevos añadidos incluyen una "music shop" (tienda musical), la cual permite al jugador escuchar varias de las canciones del juego e incluso cambiar el tema del Item World, y además de un récord keeper, el cual permite grabar varios bits de información tales como los enemigos asesinados por los aliados e ítems obtenidos.
Por consiguiente, Afternoon of Darkness incluye una opción para cambiar el idioma y la opción de eliminar las animaciones en batalla. La mayoría de las escenas sin diálogos de la versión japonesa ahora tienen diálogos grabados. Aunque, cuando se elige el idioma inglés, las escenas que en la versión de PS2 no tenían diálogo siguen sin diálogo. Una omisión notable del juego es la de la canción de "The Invasion from Within" de Tsunami Bomb. Debido al hecho de que Atlus fue el distribuidor de la versión de PS2 y consiguió licenciar la canción, y puesto que NIS America (la marca de Nippon Ichi en América) publicó la traducción de PSP ellos mismos, no consiguieron retener los derechos de usar la canción y no renegociaron el usarla. También ausente se encuentra la canción "One With the Stars", la cual al igual que "The Invasion from Within", fue agregada en la versión original de PS2 por Atlus.

### Disgaea DS
El 5 de marzo, Weekly Famitsu confirmó a través de un anuncio oficial que el juego: Disgaea DS (魔界戦記ディスガイア 魔界の王子と赤い月 Makai Senki Disugaia Makai no Ōji to Akai Tsuki?, "Netherworld Battle Chronicle Disgaea: The Prince of the Netherworld and the Red Moon") seria lanzado para el Nintendo DS.
El 7 de marzo, NIS America confirmó que una nueva edición del juego: Disgaea: Hour of Darkness seria lanzada para la Nintendo DS en Norteamérica, Europa y Australia. El juego es una traslación de la versión de PSP, e incluye un modo de juego multiplayer y el Modo Etna. Con el propósito de utilizar completamente las capacidades del Nintendo DS, varias mejoras claves fueron hechas para la interfaz del usuario y del sistema de juego
La versión de Nintendo DS version contiene las siguientes mejoras:
- Geo Cubos – Una nueva adición de la versión de PSP, Geo Cubes son items mágicos que le agregan mayor profundidad a las batallas multiplayer. Pueden ser utilizad para mejoras habilidades, invocar monstruos o atacar enemigos.
- Demon Gadgets – Ítems generados al azar que aparecen en el campo de batalla. Las unidades pueden ganar poder adquiriendo estos gadgets. Algunos demon gadgets pueden subir de nivel a unidad 30 niveles a la vez.
- Personajes Desbloqueables - Para el juego serán incluidos tanto los personajes desbloqueables del Disgaea original, así como Adell y Rozalin de Disgaea 2 serán desbloqueables como jefes ocultos en la Cave of Ordeals, así como la guía de la Dark Assembly, Pleinair. Overlord Zetta también debutara como un personaje desbloqueable y jugable.
- Se eliminó la opción de alternar voces debido a problemas de espacio en la tarjeta DS.

Disgaea DS fue lanzado en Norteamérica el 23 de septiembre del 2008, a través de la distribuidora NIS America, y en Europa el 3 de abril de 2009 por NIS Europe en conjunto con Square-Enix.
Cabe mencionar que fue traducida esta tarjeta DS al español por los mismos fanes,[cita requerida] además de devolver a las voces japonesas con la 2.ª traducción al español, también por los mismos fanes.[cita requerida]

### Disgaea PC
A inicios de 2016, la versión de PC fue lanzada vía Steam como Disgaea PC. Contiene todas las mejoras de la versión de PSP. El problema fue su lanzamiento inicial, en el cual ocurre cuelgues inesperados y persistentes, ralentizaciones (incluso en equipos de gama alta), perdida de archivos guardados, entre otros problemas. Días después, tuvo un parche que corrige estos problemas. El segundo parche agrega algunas funcionalidades de Nintendo DS (como personajes secretos o geo cubos).

### Disgaea 1 Complete
A inicios de 2016, la versión de PlayStation 4 y Nintendo Switch fueron lanzadas como Disgaea 1 Complete. Se cambiaron los gráficos por unos mas modernos que se vieron en Disgaea 5: Alliance of Vengeance, también retroactivamente se reemplazaron las clases y algunos monstruos que no estaban en la versión original por clases que aparecieron en las secuelas de la serie. El modo Etna ya está disponible desde el inicio, sin necesidad de desbloquearlo. El 2020, también fue lanzado para iOS y Android.